# L'Échange des princesses (film)
Pour le roman ayant inspiré le film, voir L'Échange des princesses.
Pour plus de détails, voir Fiche technique et Distribution.
L'Échange des princesses est un film historique franco-belge coécrit et réalisé par Marc Dugain, sorti en 2017. Il s’agit de l'adaptation du roman éponyme  de Chantal Thomas (2013).

## Synopsis
En 1721, afin de maintenir la fragile paix obtenue après la guerre de Succession d'Espagne, le régent du royaume de France, Philippe d'Orléans, organise un « échange » de princesses royales qui débouche sur les fiançailles du roi de France, Louis XV, âgé de 11 ans, avec sa cousine germaine Marie-Anne-Victoire d'Espagne, âgée de 3 ans, et celles du prince héritier espagnol Louis, 14 ans, avec sa cousine éloignée Louise-Élisabeth d'Orléans, 12 ans. Mais ces unions apparaissent compromises.

## Fiche technique
- Titre original : L'Échange des princesses
- Titre international : Children Royals
- Réalisation : Marc Dugain
- Scénario : Marc Dugain et Chantal Thomas, d’après le roman éponyme de cette dernière (2013)
- Décors : Patrick Dechesne et Alain-Pascal Housiaux
- Costumes : Fabio Perrone
- Photographie : Gilles Porte
- Son : Pierre Mertens
- Montage : Monica Coleman
- Musique : Marc Tomasi
- Production : Patrick André et Charles Gillibert (production française) ; Geneviève Lemal (coproduction belge) ; SOFICA Cofinova 13 et Sofitvciné 4 (en association avec)
- CoProduction: Stefan Riesser
- Sociétés de production : High Sea Production ; Scope Pictures
- Sociétés de distribution : Ad Vitam (France) ; Telescope (Belgique)
- Pays d’origine :  France/ Belgique
- Langue originale : français
- Format : couleur
- Genre : historique
- Durée : 100 minutes
- Dates de sortie :
  - France : 21 novembre 2017 (Festival international du film d'histoire de Pessac)[1] ; 27 décembre 2017 (sortie nationale)
  - Belgique : 27 décembre 2017

## Distribution
Crédités au générique.

### Royaume de France
- Olivier Gourmet : Philippe d'Orléans, le régent de France, neveu de Louis XIV
- Anamaria Vartolomei : Louise-Élisabeth, Mademoiselle de Montpensier, fille de Philippe d'Orléans
- Andréa Ferréol : la princesse Palatine, mère du régent
- Igor Van Dessel : Louis XV, roi de France, arrière-petit-fils de Louis XIV
- Maxence Dugain : Louis XV enfant
- Catherine Mouchet : Mme de Ventadour, gouvernante de Louis XV
- Patrick Descamps : le maréchal de Villeroy
- Thomas Mustin : le « duc » de Condé (connu historiquement sous son titre de duc de Bourbon), chef du conseil de régence
- Gwendolyn Gourvenec : La Quadra
- Didier Sauvegrain : le cardinal de Fleury
- Jonas Wertz : Joseph Marie, duc de Boufflers
- Cédric Cerbara : valet de Louis XV
- François Sikivie, Christophe Lambert : médecins français

### Royaume d'Espagne
- Lambert Wilson : Philippe V, roi d'Espagne, petit-fils de Louis XIV
- Maya Sansa : Élisabeth Farnèse, épouse de Philippe V, reine d'Espagne
- Kacey Mottet-Klein : Don Luis, fils de Philippe V et de Marie-Louise-Gabrielle de Savoie
- Juliane Lepoureau : Marie-Victoire, fille de Philippe V et d'Élisabeth Farnèse
- Vincent Londez : le duc de Saint-Simon, ambassadeur de France en Espagne
- Ana Rodriguez : Maria Nieves
- Pedro Cabanas : gouverneur de Don Luis
- Alice D'Hauwe : camériste
- Thibaut Nêve : valet de Philippe V
- Camille Pistone : un garde espagnol
- Yann Leriche, Carlo Ferrante : médecins espagnols

## Production

### Choix des interprètes
C'est Lily-Rose Depp qui était pressentie à l'origine pour le rôle de Louise-Élisabeth, avant de faire défection à quelques semaines du tournage, remplacée par la franco-roumaine Anamaria Vartolomei.

### Tournage
Marc Dugain et l’équipe du tournage débutent, le 3 octobre 2016, leurs prises de vues en Belgique, précisément dans la Région wallonne, dont le château de La Hulpe dans la province du Brabant wallon et le château de Belœil dans la province de Hainaut, ainsi que la Région flamande, dont le château de Gaesbeek au Pajottenland,. Le tournage se termine le 24 novembre 2016.

#### Lieux de tournage

##### Belgique
- Extérieurs du château espagnol : château de Gaesbeek, Lennik
- Intérieurs du château de Versailles, la cour, le parc et le château de Trianon : château de Belœil à Belœil et le palais d'Egmont (uniquement pour les intérieurs et notamment la réplique de l'escalier des Ambassadeurs), place du Petit Sablon à Bruxelles
- Intérieurs de la chapelle royale en Espagne : abbaye de Bois-Seigneur-Isaac à Braine-l'Alleud
- Intérieurs du château royal espagnol : palais des princes-évêques à Liège

### Musique
Le compositeur Raphaël Ibanez de Garayo s'apprête à composer la musique du film lorsqu'il meurt d'une soudaine crise cardiaque, la veille de Noël 2016. C'est Marc Tomasi qui reprend alors l'écriture de la musique, laquelle sera jouée dans les studios d'enregistrement AIR par l’orchestre symphonique de Londres.

## Accueil

### Accueil critique
Sur l'agrégateur américain Rotten Tomatoes, le film récolte 100 % d'opinions favorables pour 5 critiques.
En France, le site Allociné propose une note moyenne de 3,6⁄5 à partir de l'interprétation de critiques provenant de 24 titres de presse.

### Box-office
En salles françaises, ce film a été vu par 368 862 spectateurs (JPs Box office en 09.2021)[source insuffisante].

## Distinctions

### Récompenses
- Magritte 2019 :
  - Magritte du meilleur espoir masculin pour Thomas Mustin.

### Sélections et nomination
- Festival international du film de Saint-Jean-de-Luz 2017 : Première mondiale : film d'ouverture hors compétition
- Festival international du film d'histoire de Pessac 2017 : sélection « Compétition fiction »[1]
- Rendez-vous du cinéma français à Paris 2018 : sélection « Press junket »
- Nomination au César 2018 : Meilleur film étranger